# الصمت الزوجي
الصمت الزوجي أو(الخرس الزوجي) مشكلة يعاني منها بعض الأزواج، وهي مؤشر على فتور العلاقة الزوجية وجمودها ؛لإن سلامة التواصل الزوجي واستمراريته وصحته له أثر كبير في العلاقة الزوجية وتماسكها واستمرارها وحصول التوافق الزوجي وقوته.

## مفهوم الصمت الزوجي
السكوت السلبي للزوجين وغياب لغة الحوار بينهما، وانشغال أو تشاغل كل منهما عن الآخر بأموره الخاصة، وضعف التفاعل اللفظي والعاطفي نتيجة لعدم وجود قواسم مشتركة بينهما .

## أسباب الصمت الزوجي
هناك العديد من الأسباب وراء الصمت الزوجي يمكن تقسيمها إلى ثلاثة أنواع:

### أسباب شخصية
إن أي سلوك يتبناه الإنسان ما هو إلا حركة تعبيرية تصدر كاستجابة لمثير ما وتتحكم فيها مجموعة من الخبرات المكتسبة أو هي رد فعل لفعل معين وفقا لخبرات الفرد المرتبطة بالفعل.
- فقد يكون الصمت نتيجة اعتقادات ومفاهيم وخبرات يحملها الفرد وتؤثر في سلوكه نتيجة عادات وثقافات اجتماعية أو مفاهيم دينية سلبية أو خبرات اكتسبها من المجتمع المحيط به .قد يكون الصمت نتيجة تكوين الشخصية وتاريخها الأسري :فهناك شخصيات تفضل الصمت بطبعها .وهناك شخصيات تدفع الطرف الآخر للصمت مثل :الشخصية الانطوائية.

### أسباب اجتماعية
ومن أبرزها:
- قلة الكفاءة في أداء الأدوار الزوجية و ضعف التأهيل لمسؤوليات الزواج، وعدم المبالاة بواجباته مما ينعكس سلباً على تعامل الزوجين من بعضهما.
- كثرة الخلافات بين الزوجين؛ وذلك لأسباب عديدة منها العنف بين الزوجين بكافة أشكاله وافتقار أحد الزوجين أو كلاهما إلى استخدام مهارات التواصل أو مهارات حل المشكلات.
- الانشغال بالتواصل مع الآخرين عبر الأجهزة الذكية وبرامج التواصل الاجتماعي، والتي أصبحت تزاحم التواصل الزوجي داخل البيت.

### أسباب اقتصادية وسياسية
- الهموم والمشكلات الاقتصادية والضغوط المعيشية تحمل الأزواج على عدم الرغبة في الحديث والحوار لاسيما إذا كان الحوار يتعلق بالنفقات.وفي دراسة هادي (2010):يتناسـب الطـلاق العـاطفي عكـسيا مـع الحالـة الاقتـصادية فكلمـا ارتفعـت الحالـة الاقتـصادية قـل الطلاق العاطفي وكلما انخفضت الحالة الاقتصادية زاد الطلاق العاطفي .[2]
- الإرهاب السياسي والذي يكرس ثقافة الصمت التي تقنع الفرد بأن الصمت أفضل وأسلم وثقافة الصبر وأنه أفضل من محاولة التغيير .[3]

## علاج الصمت الزوجي
- تعزيز ثقافة التواصل الفعال وفنون الحوار بين الزوجين، وبيان أهمية الحوار بين الزوجين واختيار أفضل العبارات لاسيما عند الخلاف في الرأي كما أمرنا تعالى فقال : ﴿وَقُلْ لِعِبَادِي يَقُولُوا الَّتِي هِيَ أَحْسَنُ﴾.
- الاحترام المتبادل بين الزوجين.
- التعبير عن مشاعر الحب والإشباع العاطفي بجميع وسائله اللفظية والمادية والحسية.
- التوافق النفسي وتنمية روح الانسجام، فقد أكدت دراسة (الجندي وأبو زنيد )وجود علاقة ارتباطيه بين الخرس الزوجي والتوافق النفسي، فكلما زاد الخرس الزوجي قل التوافق النفسي.[4]